# Alban Berg
Alban Berg, avstrijski pianist in skladatelj, * 9. februar 1885, Dunaj, Avstrija, † 24. december 1935, Dunaj.
Berg je bil tretji izmed štirih otrok Johanne in Konrada Berga. Do očetove smrti leta 1900 je družina živela v blagostanju. Kot otrok se je Alban bolj kot za glasbo zanimal za literaturo, komponirati je začel šele s 15-imi leti, ko je postal glasbeni avtodidakt. Imel je le malo formalne glasbene izobrazbe, vse do stika z Arnoldom Schönbergom, pri katerem je študiral glasbo 6 let (med letoma 1904 in 1911). Izobraževal se je v kontrapunktu, teoriji glasbe in harmoniji, leta 1907 je začel študirati tudi kompozicijo. Med skladbami, ki jih je napisal v času študija, je pet osnutkov klavirske sonate, različni samospevi, vštevši Sedem zgodnjih pesmi (Sieben frühe Lieder). 
Berg je bil najvidnejši Schönbergov učenec in hkrati del dunajske kulturne elite ob prelomu stoletja. V ta krog štejemo Alexandra Zemlinskega in Franza Schrekerja, slikarja Gustava Klimta, pisatelja in satirika Karla Krausa, arhitekta Adolfa Loosa in pesnika Petra Altenberga. Leta 1906 je Berg spoznal pevko Heleno Nahowski, ki je izhajala iz premožne družine. Navkljub sovražnosti njenih staršev se je z njo poročil 3. maja 1911.
Leta 1913 je bila na Dunaju premiera Bergove skladbe 5 pesmi na besedila poštnih kartic. Delo je tako razburilo občinstvo, da so morali predstavo ustaviti; celotna izvedba dela je bila šele leta 1952.
Med letoma 1915 in 1918 je služil v avstro-ogrski vojski, leta 1917 pa je pričel s komponiranjem svoje prve opere Wozzeck (Vojček), ki je eno najpomembnejših del glasbenega ekspresionizma. Po 1. svetovni vojni je bival na Dunaju in se preživljal z inštukcijami privatnih učencev, Schönbergu pa je pomagal pri upravljanju Društva za privatne glasbene izvedbe. To društvo je bilo zamišljeno kot idealno okolje za raziskovanje glasbe, ki je družba tedanjega časa ni razumela in sprejela.
Leta 1924 so bili predstavljeni trije odlomki iz opere Wozzeck in Berg je doživel prvi javni uspeh. Opera, ki jo je dokončal že leta 1922 je bila v celoti izvedena šele 14. decembra 1925 v Berlinu, pod taktirko Ericha Kleiberja.

## Pomembnejša dela
- Wozzeck, opera
- Lulu, opera (nedokončana)
- Lirična suita
- Sedem zgodnjih pesmi
- Violinski koncert